# Nonnenpättken

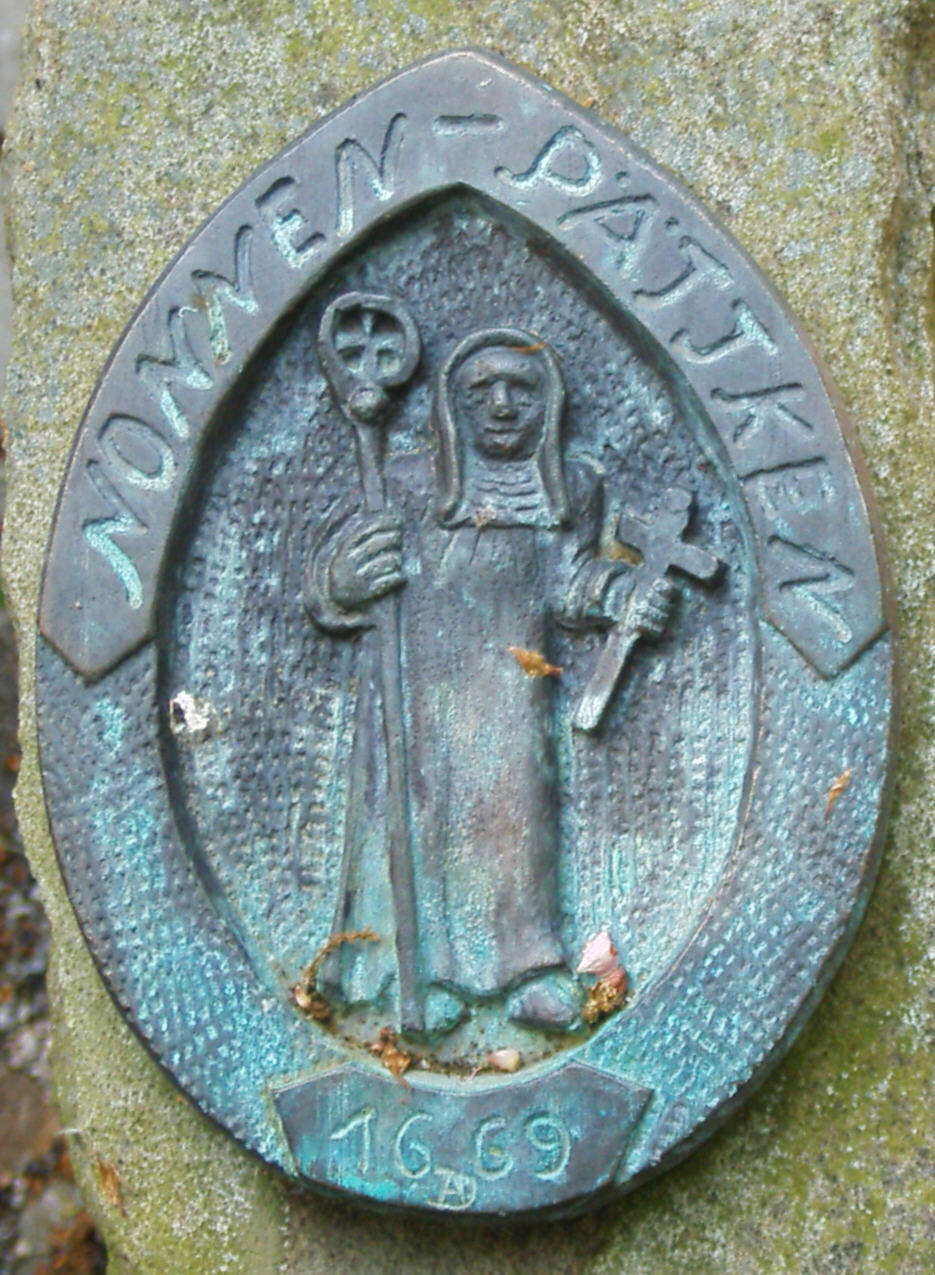
Bronzeplaketten markieren den ganzen Wanderweg

Das so genannte Nonnenpättken ist ein historischer Verbindungs- und Fluchtweg vom Zisterzienserinnen Kloster Gravenhorst nach Bevergern.

## Geschichte
Bereits im Jahre 1487 wurde der damals als Hilliger Weg bezeichnete Pfad (plattdeutsch Pättken) in einer Urkunde des Klosters Gravenhorst erwähnt. Er führte in direkter Flucht auf den Großen Turm der ehemaligen Burg in Bevergern. Die Stiftsdamen kauften 1643 zudem einem überschuldeten Bürger sein Stadthaus in Bevergern ab. Es sollte den Nonnen als Zufluchtsort in Gefahren dienen. Das heute als Klosterhof bezeichnete Fachwerkhaus wurde im Jahr 1669 errichtet und diente nach dem Dreißigjährigen Krieg auch weiterhin als Zufluchtstätte. So bürgerte sich für den Verbindungsweg zum Kloster Gravenhorst der Name Nonnenpättken ein.

## Wanderweg

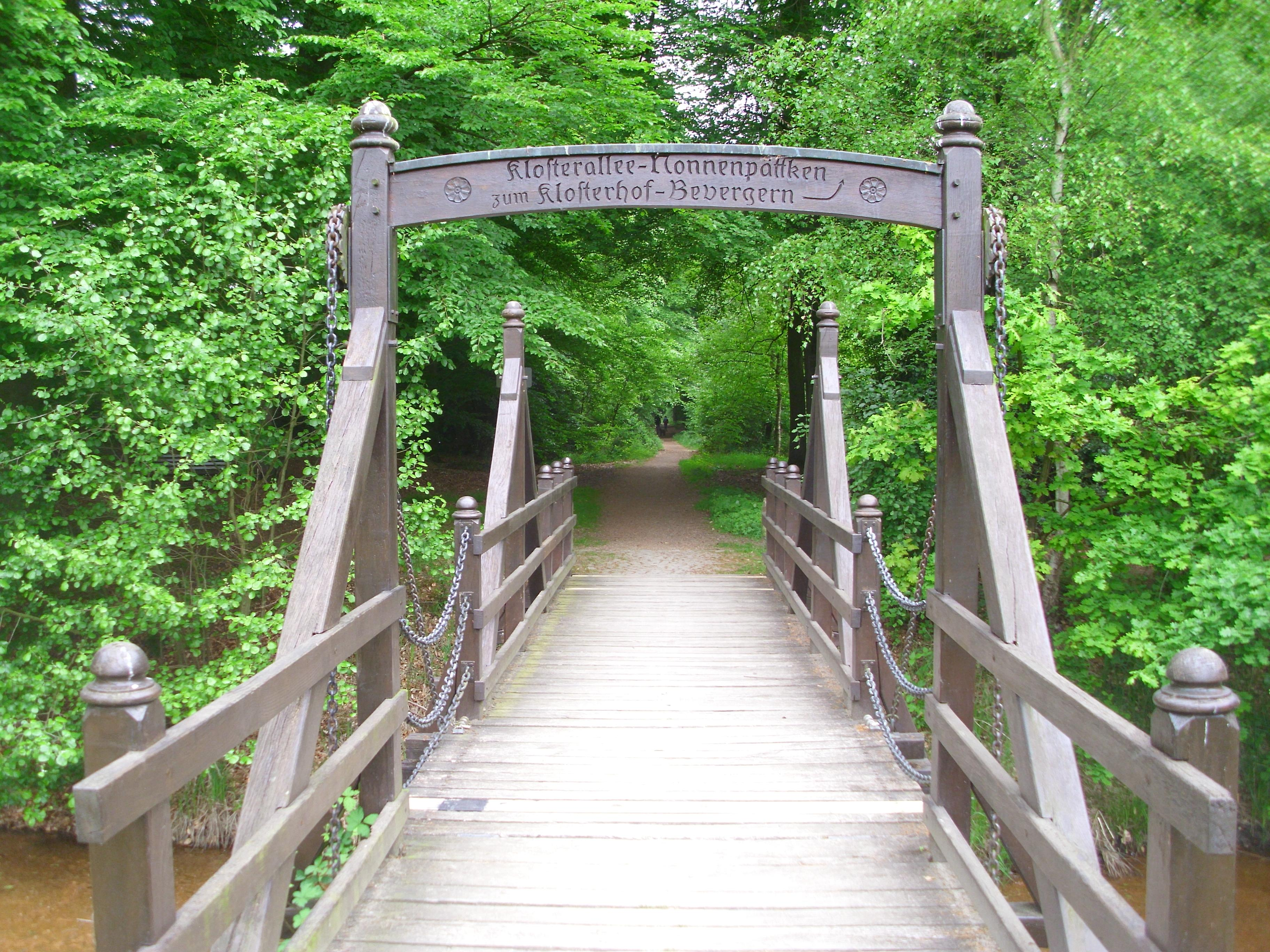
Anfang des Nonnenpättken am Kloster Gravenhorst mit einer Zugbrücke über die Gräfte

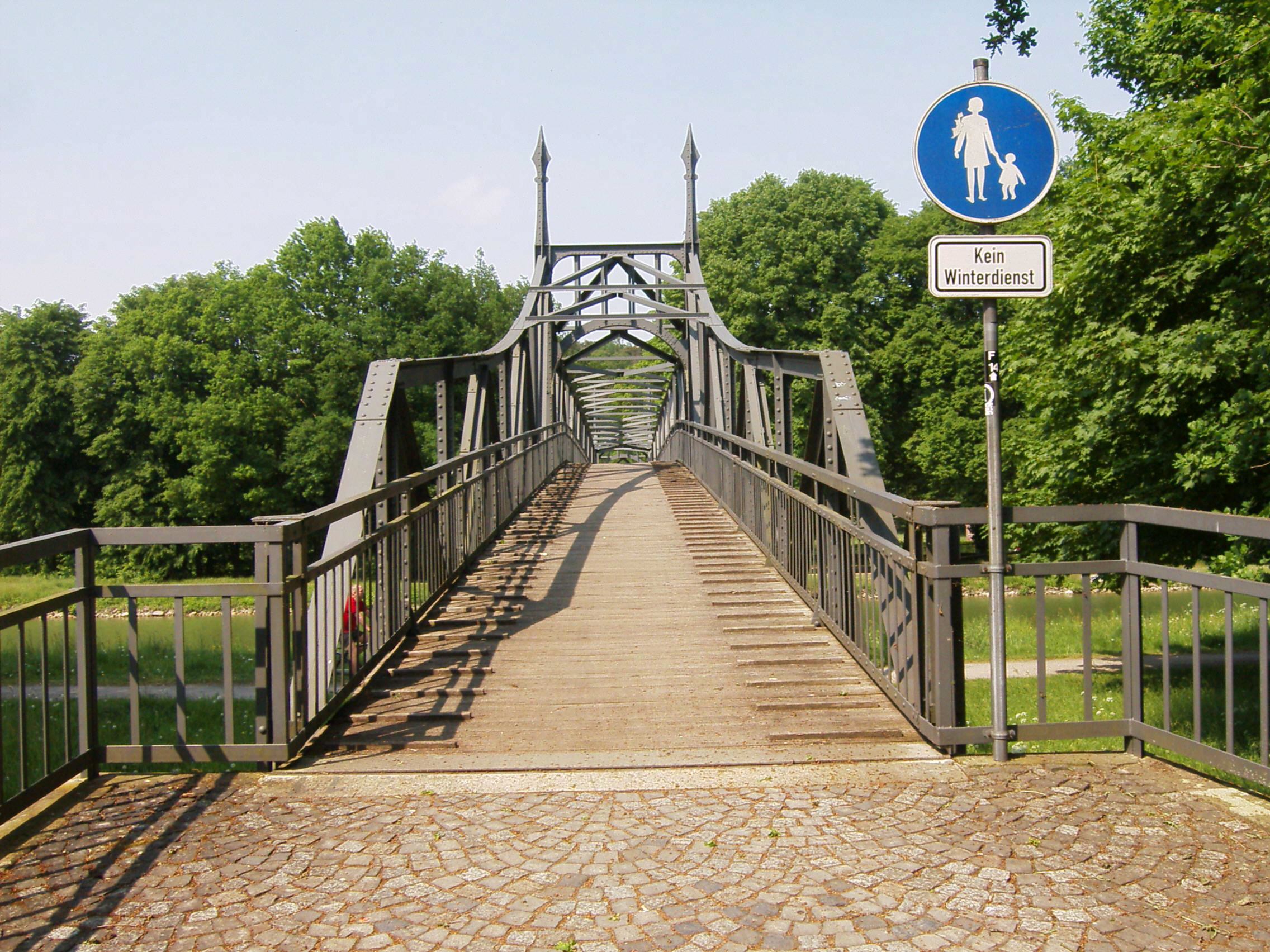
„Bergeshöveder Steg“, Fußgängerbrücke über den Dortmund-Ems-Kanal

Der jetzt 4,4 km lange Wanderweg führt vom Kloster über die sogenannte Millionenbrücke am Mittellandkanal und dann östlich des Huckberg durch die Gravenhorster Schlucht zum Nassen Dreieck. Auf der Fußgängerbrücke Bergeshöveder Steg wird der Dortmund-Ems-Kanal überquert und die Ortslage von Bevergern erreicht.